# Повілас Ванагас
Повілас Ванагас (лит. Povilas Vanagas ; народився 23 липня 1970 року, Шяуляй, Литовська РСР, СРСР) — литовський фігурист, багаторазовий чемпіон Литви (1992—2002, 2005, 2006), дворазовий призер чемпіонату Європи (2000, 2006), призер чемпіонату світу у спортивних танцях на льоду. Разом зі своєю постійною партнеркою Маргаритою Дроб'язко виступав на п'яти зимових Олімпіадах (1992, 1994, 1998, 2002, 2006), на церемоніях відкриття Олімпійських ігор у Ліллехаммері (1994) та Нагано (1998) був прапороносцем команди Литви.

## Біографія
Повілас Ванагас народився 23 липня 1970 року в Шяуляї у родині відомої у Литві фігуристки та тренера Лілії Ванагені. Почав займатися фігурним катанням на відкритій ковзанці Каунаса в 1974 році під керівництвом матері. У віці 18 років перейшов із чоловічого одиничного катання у танці на льоду. Тренувався у спортивному товаристві ЦСКА у групі Геннадія Аккермана, де його партнеркою стала Маргарита Дроб'язко. Після розпаду СРСР вони вирішили виступати за Литву, що дозволило їм з сезону 1991—1992 року розпочати участь у всіх найбільших міжнародних змаганнях. Протягом багатьох років як тренер і хореограф їм допомагала Олена Масленникова, в середині 1990-х років вони близько двох років жили у Великобританії і тренувалися у Джейн Торвілл і Крістофера Діна, а з 1999 року з ними працювала Олена Чайковська.
Найбільш успішним у кар'єрі Маргарити Дроб'язко та Повіласа Ванагаса був 2000 рік, коли вони виграли етап серії Гран при Skate Canada, стали бронзовими призерами фіналу серії Гран-при, чемпіонату Європи та чемпіонату світу. 2002 року на Олімпійських іграх у Солт-Лейк-Сіті литовські фігуристи також були близькими до завоювання медалі. Після оригінального танцю вони посідали п'яте місце. У довільному танці італійська і канадська пари, що випереджали їх, припустилися падіння, проте не були покарані за такі серйозні помилки суддями, які розставили пари в тому ж порядку, що і в оригінальному танці. Литовська федерація фігурного катання подала протест до Міжнародної спілки ковзанярів (ІСУ), але він залишився незадоволеним.
На чемпіонаті світу в Нагано (2002) Маргарита Дроб'язко та Повілас Ванагас знову намагалися опротестувати спірне рішення суддів. Після оригінального танцю вони йшли третіми, але попри на безпомилковий прокат довільного танцю, опустилися на четверте місце, програвши парі з Ізраїлю Галіт Хаїт — Сергій Сахновський одним суддівським голосом. Литовська федерація фігурного катання знову подала протест, підтриманий петицією, яку підписали понад двадцять спортсменів, тренерів, хореографів і суддів, у тому числі росіяни Тетяна Навка та Роман Костомаров, а також їх тренер Олександр Жулін. Результати чемпіонату переглянуті не були, але, на думку відомої російської журналістки Олени Вайцеховської, саме цей суддівський скандал став останньою краплею, яка змусила президента ІСУ Оттавіо Чінкванту наполягти на введенні нової системи суддівства у фігурному катанні.
Оголосивши про завершення своєї спортивної кар'єри, Маргарита Дроб'язко та Повілас Ванагас пропустили три сезони, проте у 2005 році вирішили її відновити для участі у вже п'ятій для них Олімпіаді. Вигравши турнір Меморіал Карла Шефера, вони кваліфікувалися на Олімпійські ігри у Турині. На чемпіонаті Європи у Ліоні вибороли бронзові медалі. Однак олімпійський турнір склався для них менш вдало, і вони змогли посісти лише сьоме місце.
Після сезону 2005—2006 Маргарита та Повілас остаточно пішли з великого спорту та зосередилися на участі у льодових шоу. Вони також виступають у ролі організаторів шоу «Вогняний лід» («Liepsnojantis ledas»), що щорічно проводиться в період різдвяних свят у Литві. Найбільшу популярність у Росії їм принесло участь у льодових спектаклях Іллі Авербуха «Вогні великого міста» (2010) та «Таємниця Острова скарбів» (2012), а також телепроєктах Першого каналу.
10 серпня президент Литви Гітанас Науседа підписав декрет про позбавлення фігуристів Повіласа Ванагаса та Маргарити Дроб'язко Лицарських хрестів ордена Великого князя Гедімінаса. Рішення було ухвалено через те, що Ванагас і Дроб'язко не відмовилися від участі в льодовому шоу, яке у Сочі організувала Тетяна Навка.

## Участь у телешоу
- 2007 рік — «Льодовиковий період» (у парі з телеведучою Ларисою Вербицькою);
- 2008 рік — «Льодовиковий період-2» (у парі з актрисою Ксенією Алферової);
- 2009 рік — «Льодовиковий період-3» (у парі з актрисою Ганною Большовою, пара посіла 3 місце);
- 2010 рік — «Лід і полум'я» (у парі з актрисою Агнією Дітковскіте);
- 2011 рік — «Болеро» (у парі з балериною Юлією Махаліною, пара отримала приз глядацьких симпатій);
- 2012 рік — «Льодовиковий період. Кубок професіоналів» (зайняв 1 місце як найкращий партнер);
- 2013 рік — «Льодовиковий період-4» (у парі з актрисою Іриною Медведєвою);
- 2014 рік — «Льодовиковий період-5» (у парі з актрисою Ганною Бігуновою);
- 2016 рік — «Льодовиковий період-6» (у парі з актрисою Євгенією Крегжде, пара посіла 2 місце)[7]:
- 2020 рік — «Льодовиковий період-7» (у парі з актрисою Марією Луговой).[8]

## Спортивні досягнення
(З М. Дроб'язко)
| Змагання/Сезон          | 91-92 | 92-93 | 93-94 | 94-95 | 95-96 | 96-97 | 97-98 | 98-99 | 99-00 | 00-01 | 01-02 | 04-05 | 05-06 |
| ----------------------- | ----- | ----- | ----- | ----- | ----- | ----- | ----- | ----- | ----- | ----- | ----- | ----- | ----- |
| Зимові Олімпійські ігри | 16    |       | 12    |       |       |       | 8     |       |       |       | 5     |       | 7     |
| Чемпіонат світу         | 17    | 13    | 9     | 12    | 8     | 10    | 8     | 6     | 3     | 5     | 4     |       | 4     |
| Чемпіонат Європи        | 15    | 11    | 11    | 11    | 6     | 8     | 6     | 5     | 3     | 4     | 4     |       | 3     |
| Чемпіонат Литви         | 1     | 1     | 1     | 1     | 1     | 1     | 1     | 1     | 1     | 1     | 1     | 1     | 1     |
| Фінали Гран-Прі         |       |       |       |       |       |       |       | 4     | 3     | 3     | 3     |       |       |
| Skate America           |       |       |       |       |       |       |       |       |       | 2     | 3     |       |       |
| Skate Canada            |       |       |       | 2     | 8     | 4     | 4     | 2     | 1     |       |       |       |       |
| Trophee Lalique         |       |       |       | 4     |       |       |       | 3     | 3     |       |       |       | 3     |
| NHK Trophy              |       |       |       | 6     | 5     | 4     |       | 2     | 3     | 2     | 2     |       |       |
| Nations Cup             |       |       |       | 2     | 5     | 5     |       |       |       | 2     |       |       |       |
| Меморіал Карла Шефера   |       |       |       |       |       |       |       |       |       |       |       |       | 1     |
| Nebelhorn Trophy        |       | 2     | 3     |       |       |       |       |       |       |       |       |       | 2     |
| Skate Israel            |       |       |       |       | 1     | 1     |       |       |       |       |       |       |       |
| Зимові Універсіади      |       | 2     |       |       |       |       |       |       |       |       |       |       |       |

## Нагороди
- Кавалер ордена Великого князя Литовського Гядімінаса (1 липня 2000 ; позбавлений 10 серпня 2022)[9]
- Кавалер ордена «За заслуги перед Литвою» (6 лютого 2004).

## Особисте життя
- З 2000 року одружений з Маргаритою Дроб'язко.